# Autoestrada A22

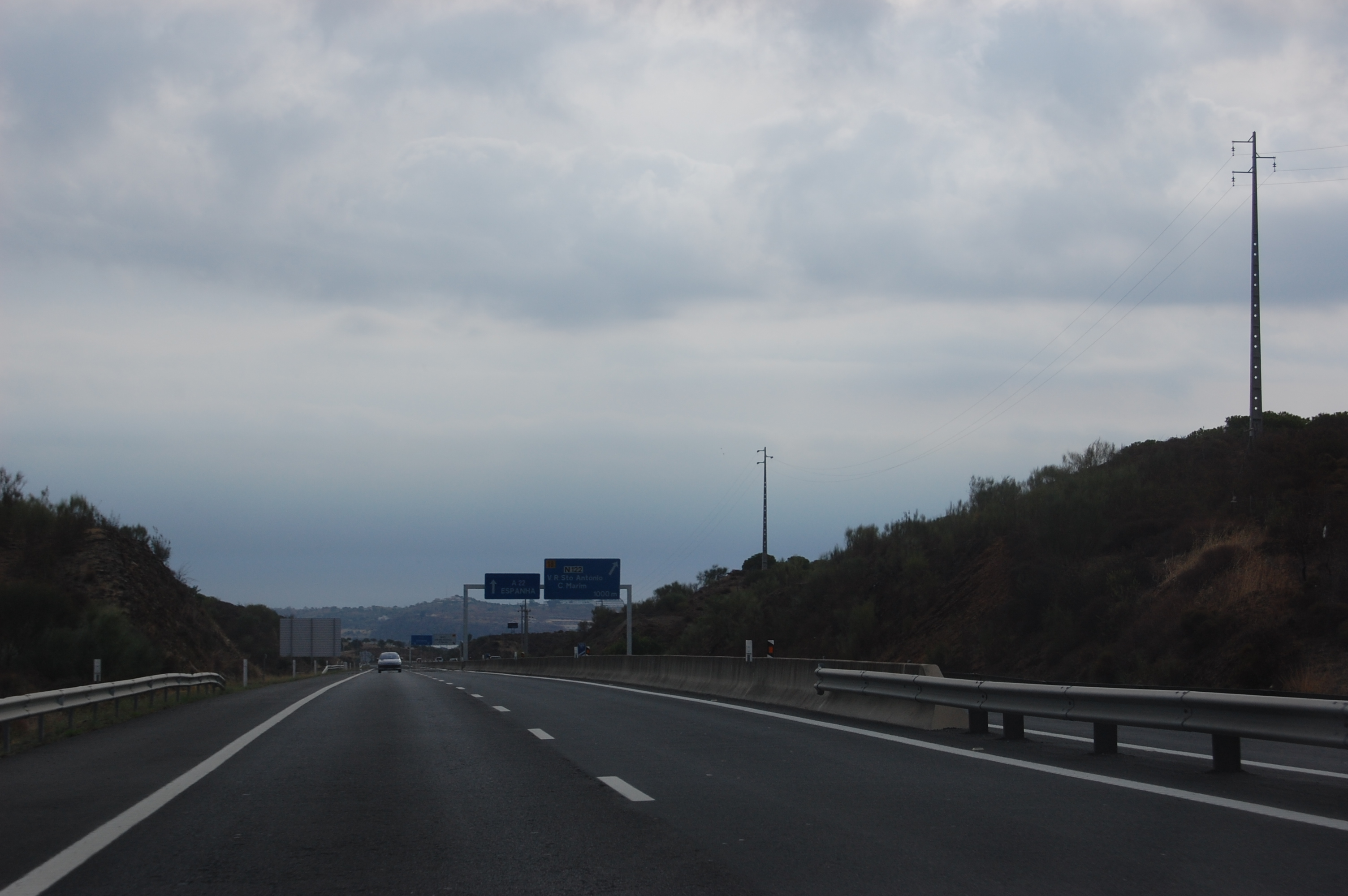
Autoestrada A22.

La  A 22   - Vía del Infante de Sagres, más conocida como Vía del Infante, pero también conocida como Vía Longitudinal de Algarve es oficialmente una autopista portuguesa que atraviesa longitudinalmente la región de Algarve. Hasta mediados de la década de 2000, la mayor parte de la Vía del Infante no era considerada una autoestrada, pero sí una vía rápida con perfil de autopista (similar al IC19 o IC32), estando numerada como IC4 hasta Guía y como IP1 hasta a la frontera de Castromarín. 
Transcurre Lagos y la frontera de Castromarín y Villarreal de San Antonio. Empieza en el oeste de Lagos, en Bensafrim, y pasa próximo a Portimão, Laguna, Silbes y Albufeira antes de interceptar en Ferreiras a auto-carretera   A 2 , que permite la conexión a Lisboa y a Alentejo. A partir de ahí pasa junto Faro, Olhão, Tavira, Castromarín y Villarreal de San Antonio, terminando junto al Puente Internacional del Guadiana, que hace frontera con España. 
El primer tramo fue inaugurado en agosto de 1991, juntamente con el Puente Internacional del Guadiana. En los dos años siguientes más de mitad del recorrido quedó terminnado, con la apertura de la vía rápida  IP 1  entre Castromarín y Faro, en diciembre de 1992, y entre la capital algarvia y Guía (Albufeira) ya en 1993. Estos dos primeros tramos fueron construidos directamente por el Estado portugués a través de la Junta Autónoma de Carreteras. Desde ahí la IP1 (hoy IC1) seguía para el norte (con perfil de vía rápida con rango 1 de rodagem), en dirección a Alentejo y Lisboa, quedando por construir la prolongación de la Vía del Infante para el Barlovento Algarvio, integrado en el IC 4. 
Sin embargo, esa extensión sólo ocurrió en la década siguiente, con la apertura del tramo de Guía a Alcantarilha, en mayo de 2000. Ese tramo también fue construido directamente por el Estado portugués (por vía del Instituto de las Carreteras de Portugal, que sucedió a la Junta Autónoma de Carreteras en 1999). En 2000, el Estado integró los tramos de la Vía del Infante que ya estaban construidos y unió los que aún faltaban por construir en una Asociación Público-Privada llamada Euroscut. Esta asociación, la llamada Concesión Algarve era una concesión de 30 años basada en peajes virtuales. La Vía del Infante quedó por fin completa en abril de 2003, a partir de la cual comenzó a ser implementada la nomenclatura de autoestrada (A22). 
La Vía del Infante (y más tarde, A22) estuvo concesionada en régimen de peajes virtuales desde 2000, siendo explotada por la Euroscut. A partir de diciembre de 2011 comenzaron a ser cobradas peajes por sistema exclusivamente electrónico. En 2015, el contrato de la concesión Algarve fue alterado: la concesión pasó a ser basada en un régimen de disponibilidad, o sea, la concessionária pasó a ser remunerada exclusivamente con base en el número de días en que a A22 estaba operacional, y no con base en una mezcla entre ese número de días y el tráfico registrado (como acontecía con la plantilla de peajes virtuales). Este cambio del contrato quedó también establecido que los cobros de los peajes eran entregados a Infraestructuras de Portugal, la cual pagaba a la Euroscut los costes del cobro de peajes.
El año 2016, la Euroscut fue comprada por la Cintra Infraestructuras, pasando la concesión a llamarse Vía del Infante.
Los peajes en la Vía del Infante rindieron 28,2 millones de euros de receta en 2014, lo que representó una subida de 4,5 millones relativamente al año anterior.
A partir del 1 de enero de 2025 se eliminaron los peajes electrónicos y la Via do Infante pasó a ser gratuita.

## Tramos

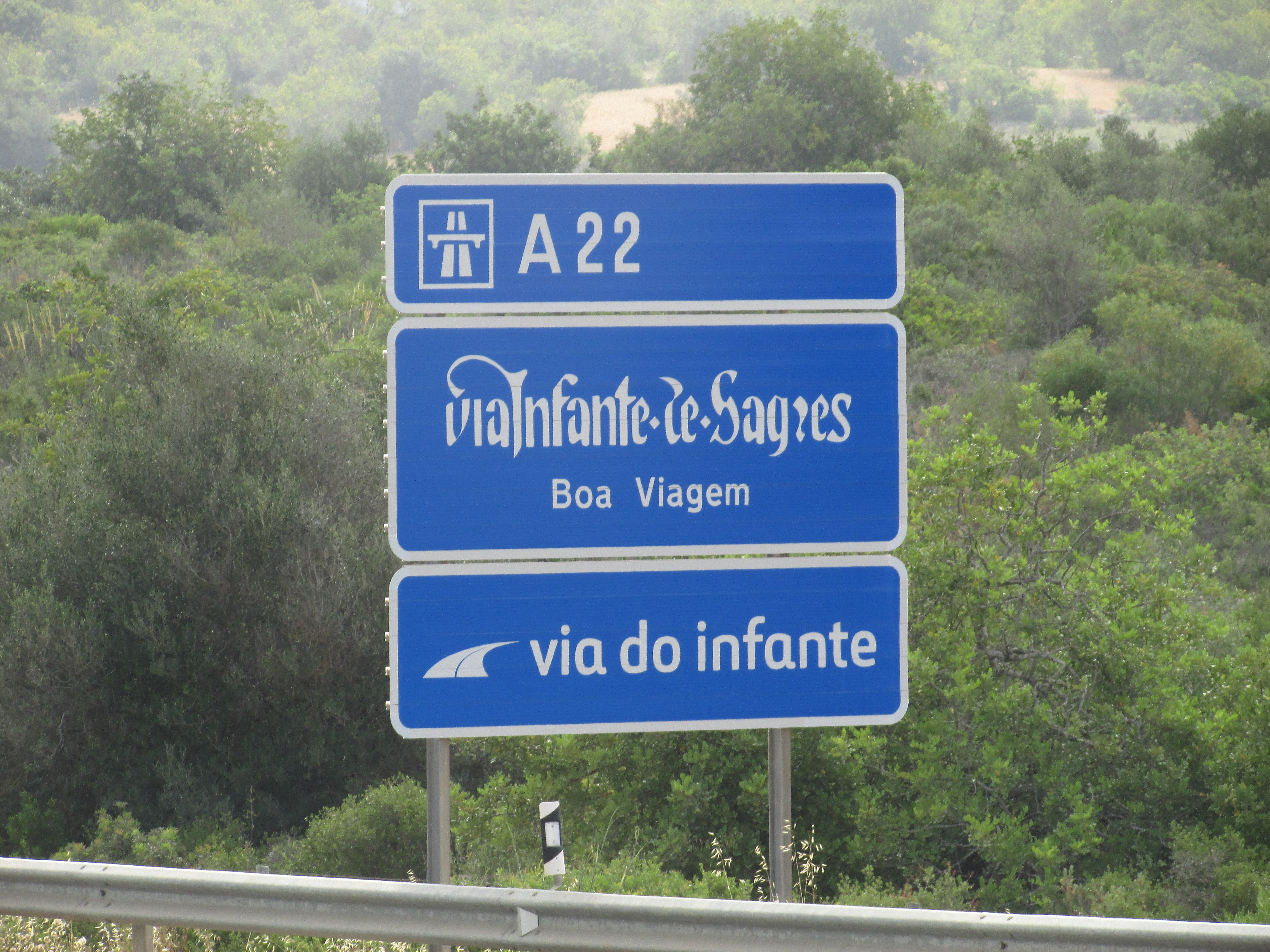
Una señal de designación de autopista en la calzada en dirección este de la autopista A22 cerca del pueblo de Paderne, al norte de la ciudad de Albufeira, Algarve, Portugal.

Lo lanzo entre Guía y la frontera de Castromarín fue construido por la Junta Autónoma de Carreteras en 1991–1993 y fue mantenido por este departamento del Estado hasta 2000, año en que fue concessionado a la empresa privada Euroscut, en el contexto de la Concesión Algarve, una concesión de 30 años con peajes virtuales. Originalmente, este lanzo de la Vía del Infante no tenía numeración de autoestrada, estando señalizado como IP1 en toda su extensión. En la década de 2000 fue reclassificado como autoestrada, recibiendo entonces la numeración A22. 
Lo lanzo entre Alcantarilla y Guía también fue construido por la Junta Autónoma de Carreteras, siendo inaugurado en mayo de 2000, y fue poco después entregue a la empresa privada Euroscut, en el contexto de la Concesión Algarve. Este lanzo de la Vía del Infante tampoco tenía numeración de autoestrada, estando señalizado como IC4 en toda su extensión. Más tarde en la década de 2000 fue reclassificado como autoestrada, recibiendo entonces la numeración A22. 

## Perfil
| Sección                 | Capacidad | Longitud |
| ----------------------- | --------- | -------- |
| Bensafrim - Castromarín |           | 132 km   |

## Salidas

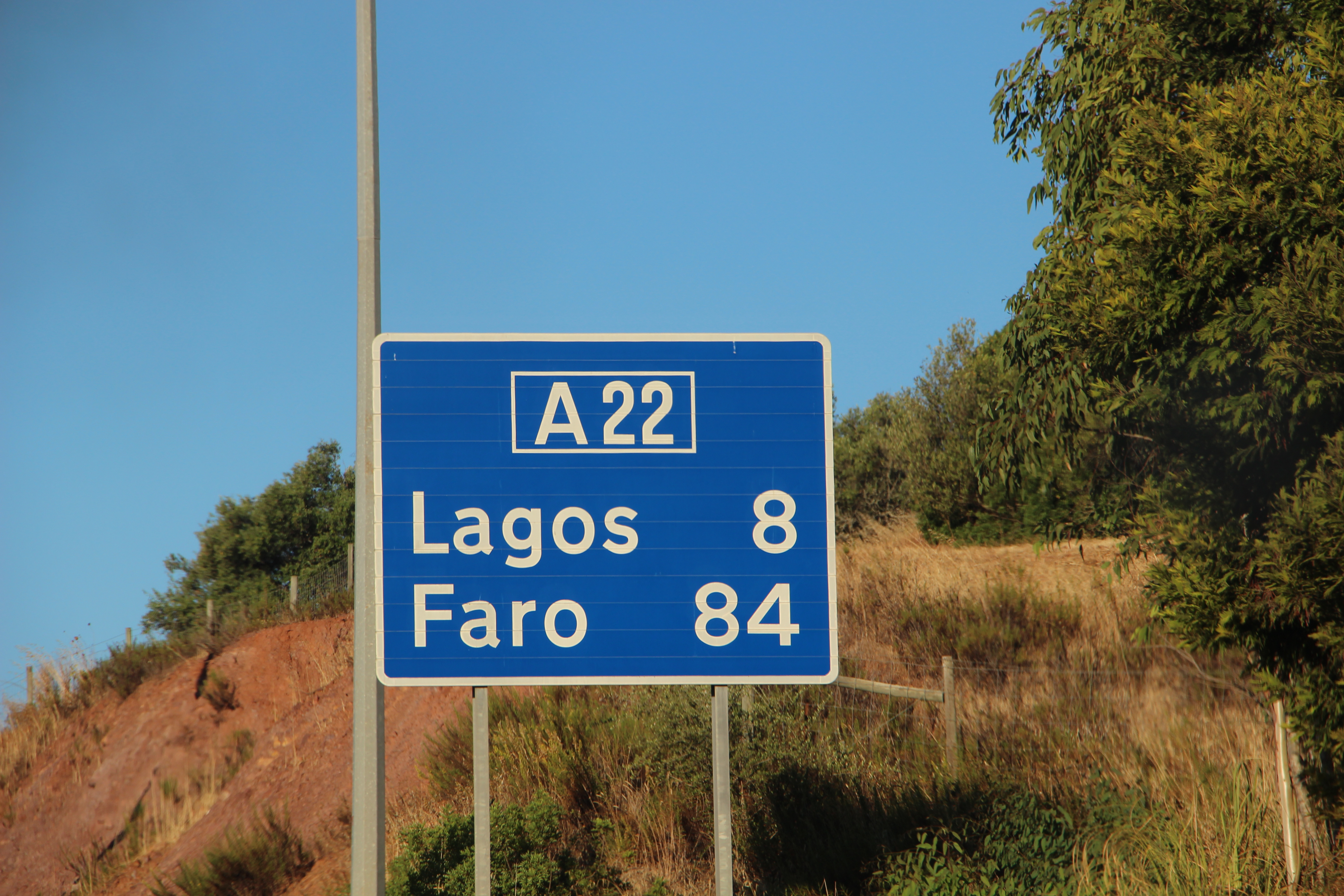
Placa de confirmación, donde comienza a A22

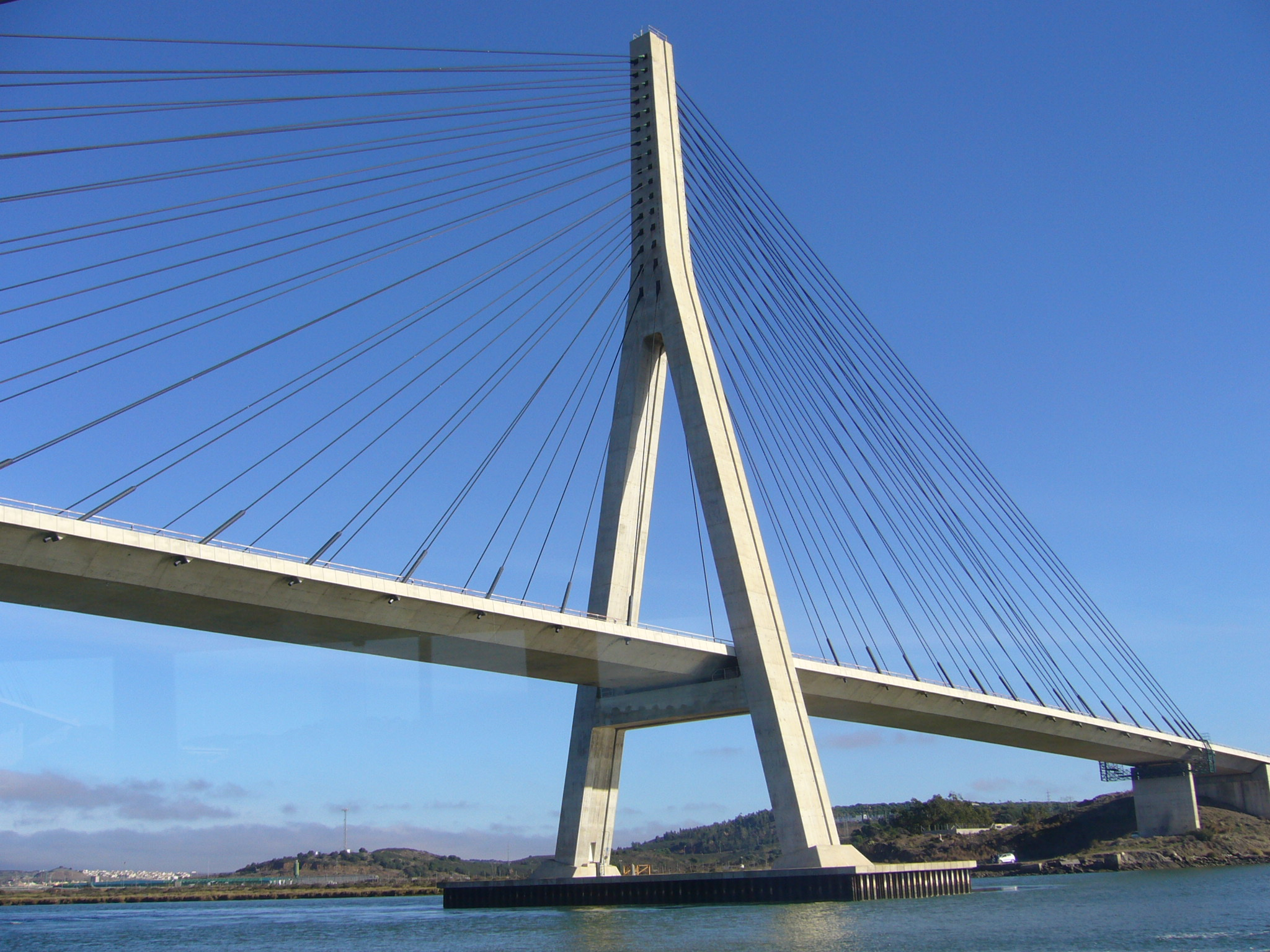
Puente Internacional del Guadiana, donde termina A 22.

### Bensafrim - Castromarín
| Número de Salida | Nombre de Salida                              | Carretera que enlaza |
| ---------------- | --------------------------------------------- | -------------------- |
|                  | Bensafrim                                     | N 120                |
| 1                | Lagos Vila do Bispo                           | N 125                |
| 2                | Odiáxere Lagos (este)                         | N 125                |
| 3                | Mexilhoeira Grande                            | N 125                |
| 4                | Alvor Portimão (oeste)                        | M 531-1              |
| 5                | Portimão Monchique                            | N 124                |
| 6                | Lagoa Silves                                  | N 124-1              |
| 7                | Alcantarilla Armação de Pêra                  | N 125                |
| 8                | Algoz Pêra                                    | M 524                |
| 9                | Lisboa por IC 1 / Messines Albufeira / Guia   | IC 1                 |
| 10               | Lisboa Messines                               | A 2                  |
| 11               | Boliqueime                                    | N 270                |
| 12               | Loulé Quarteira / Almancil                    | N 396                |
| 13               | Faro (oeste) Santa Bárbara de Nexe Aeropuerto | IC 4                 |
| 14               | Faro (norte) Estoi São Brás de Alportel       | N 2                  |
| 15               | Olhão / Moncarapacho                          | N 398                |
| 16               | Tavira                                        | N 270                |
| 17               | Monte Gordo Altura                            | N 125                |
| 18               | Castromarín / V. Real de S. António Beja      | N 122 IC 27          |
|                  | Frontera                                      |                      |
|                  | España                                        | A-49 E-1             |

## Áreas de Servicio
- Área de Servicio de Lagos (km 3)
- Área de Servicio de Silbes (km 31)
- Área de Servicio de Loulé (km 62)
- Área de Servicio de Olhão (km 96)